# Apoteket Sparven
Apoteket Sparven är en teaterpjäs i två akter av Hasse Ekman, med premiär 1964. Pjäsen uruppfördes på Intiman i Stockholm den 11 september 1964 med regi av Hasse Ekman, dekor av Olle Olsson Hagalund, kostymer av Mago och musik av Olle Adolphson. Apotekaren Wictor Sparf spelades av Sven Lindberg, major Ulrik Selander/sjömannen/barnafadern samt övriga manliga roller av Olof Thunberg, gamla fru Sparf av Julia Caesar, Fröken Fröjd av Maude Adelson och Magdalena Langensporre av Katie Rolfsen.

## Handling
Handlingen utspelar sig främst på Apoteket Sparven en försommardag 1964. Apoteket Sparven ligger i Gamla stan, inte långt ifrån Kungliga slottet.

## Huvudpersoner
- Wictor Sparf, apotekare
- Ulrik Selander, major
- Gamla fru Sparf, porträtt
- Sjömannen
- Fröken Fröjd
- Barnafadern
- Magdalena Langensporre, stiftsjungfru
- Prästen
- Brandsoldaten
- Nattvandraren
- Ängeln